# Loggia dei Mercanti (Ascoli Piceno)
La loggia dei Mercanti è un'opera cinquecentesca che fu addossata a parte del fianco destro della chiesa di san Francesco, di cui copre circa un terzo, tra corso Mazzini e piazza del Popolo ad Ascoli Piceno. Lo spigolo del fronte occidentale si colloca quasi esattamente all'incrocio dei due assi stradali principali della città romana.

## Storia e descrizione
La sua struttura architettonica, in travertino, si compone di cinque arcate strutturate su alti plinti e poggianti su colonne corinzie sormontate da capitelli con decoro fogliare e termina con un cornicione cui, in seguito, ne fu sovrapposto un altro merlato di mattoni.
La loggia fu commissionata dalla ricca "Corporazione della Lana" che, dalla sua costruzione, ricavò uno spazio espositivo per le merci.
L'opera, iniziata dal maestro lombardo Bernardino di Pietro da Carona, fu ultimata nell'anno 1514 da Francesco Rubei di Villagona. Di incerta attribuzione sia la progettazione che il disegno, si suppone che si possano considerare validi vari artisti quali: Cola dell'Amatrice, Benedetto da Maiano o Bramante.
Sulla porzione della parete esterna della chiesa di san Francesco, racchiusa all'interno del perimetro della loggia, è murata una lapide di travertino, recante data 3 ottobre 1568, che indica con esattezza a quali misure dovevano corrispondere le lavorazioni dei laterizi usati per l'edilizia della città.
Al centro si legge la scritta:

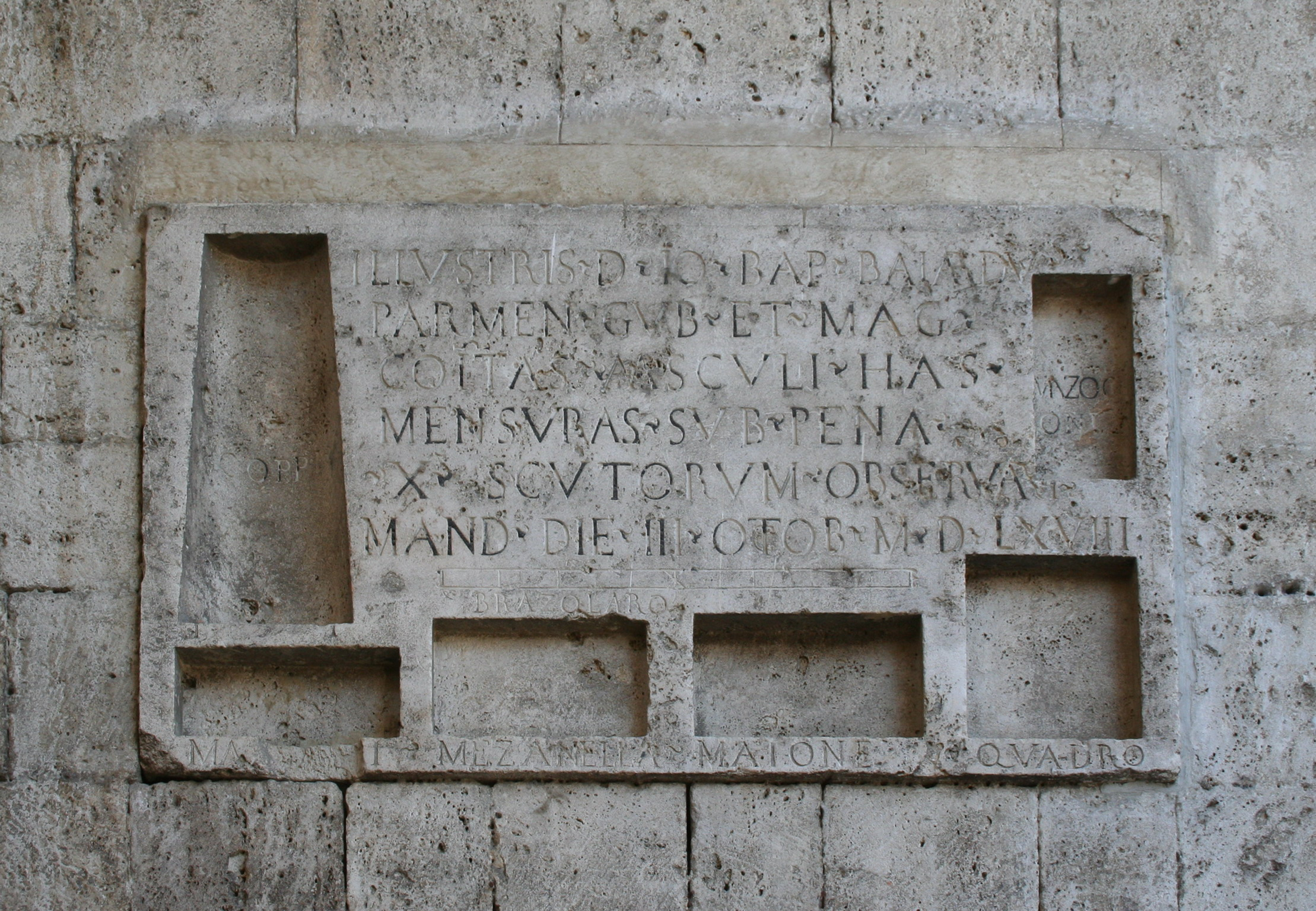
Misure convenzionali stabilite per i laterizi ascolani nel 1569

Questo provvedimento fu attuato dal governatore ascolano Giovanni Battista Baiardi per regolamentare i manufatti dei fornaciai poiché risultavano spesso di misura inferiore a quella commissionata: «di minor misura delle forme sigillate dategli da' deputati».
Scavati all'interno della lastra di travertino ci sono sei riferimenti per: mattone, quadro, mezzanella, coppo etc.

In basso vi è riportata anche una misura lineare della lunghezza di 63 cm, detta brazolaro, suddivisa in sei segmenti di circa 10,5 cm cadauno.